# Otakar Sýkora
Otakar Sýkora (* 22. ledna 1920), ve Francii uváděný jako Ottokar Sykora, je bývalý český fotbalový záložník.

## Fotbalová kariéra
V československé lize hrál za AC Sparta Praha a SK Baťa Zlín. Ve Francii hrál nejvyšší soutěž za FC Sochaux-Montbéliard, dále nastupoval ve druhé francouzské lize za RC Franc-Comtois Besançon a AS Monaco FC.

## Ligová bilance
| Ročník                        | Zápasy | Góly | Klub            |
| ----------------------------- | ------ | ---- | --------------- |
| Národní liga 1941/42          | 1      | 0    | AC Sparta Praha |
| Státní liga 1946/47           | 2      | 0    | SK Baťa Zlín    |
| CELKEM 1. československá liga | –      | 0    |                 |